# Fabrik Motte-Bossut

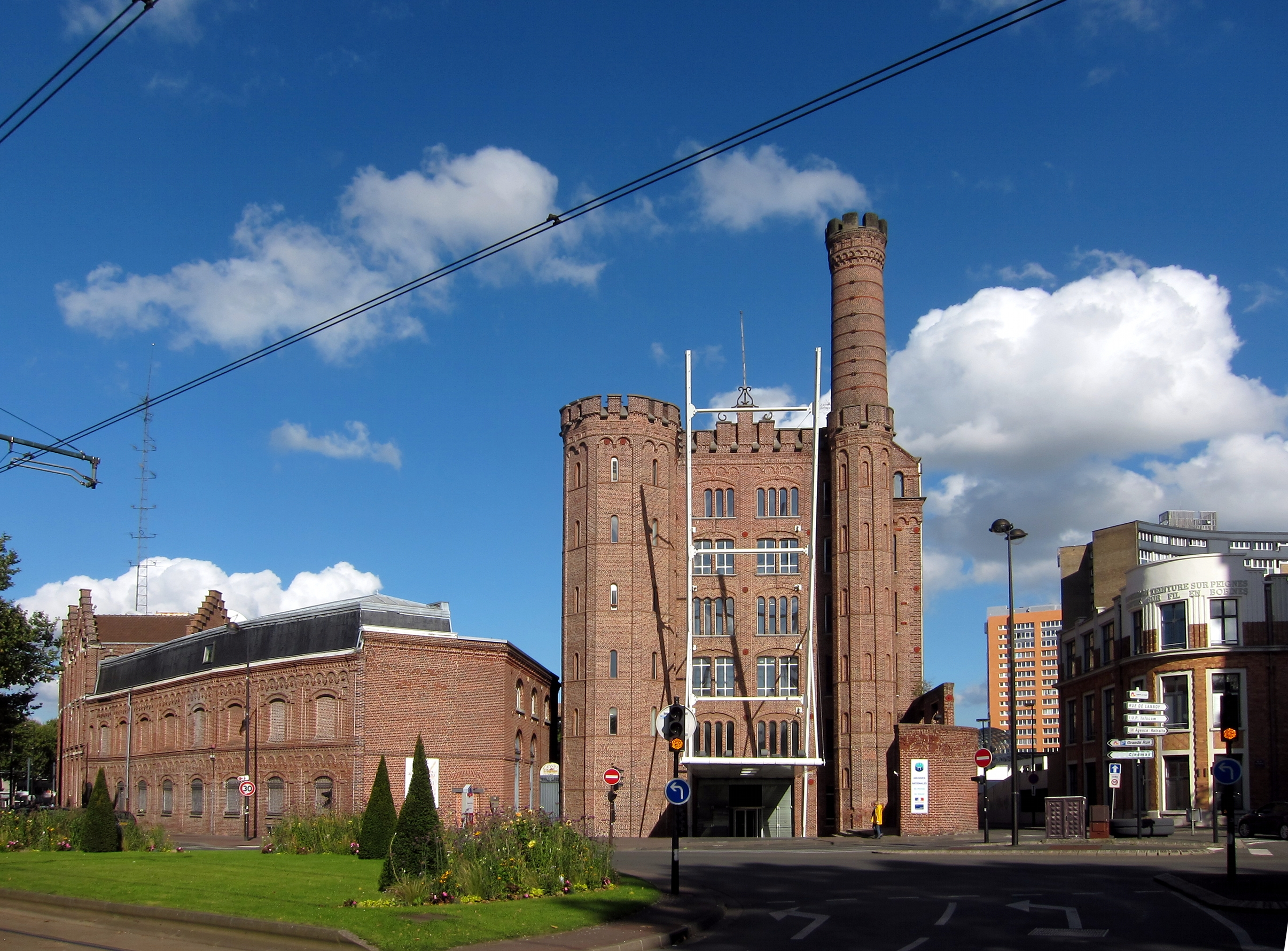
Ehemalige Fabrik Motte-Bossut in Roubaix

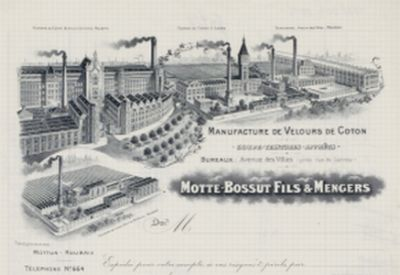
Karte mit der Fabrik Motte-Bossut (um 1900)

Die Fabrik Motte-Bossut war bis 1981 eine Baumwollspinnerei in Roubaix. Das von 1866 bis 1891 erbaute Gebäude am Boulevard du Général Leclerc Nr. 78 wurde 1978 als Monument historique in die Liste der Baudenkmäler in Frankreich aufgenommen.

## Beschreibung
Das über einhundert Meter lange Fabrikgebäude im Stil der Neugotik wurde nach dem Brand des Vorgängerbaus von dem Unternehmer Louis Motte errichtet. Der fünfgeschossige Bau aus Ziegelstein mit mächtigem Schornstein, der das Gebäude überragt, besitzt circa 300 Fenster. Die Fabrik wurde mehrmals erweitert, weshalb die Fertigstellung erst im Jahr 1891 erfolgte. Zwei sechseckige Türme, einer davon als Schornstein genutzt, flankieren den Haupteingang. Sie schließen mit Zinnen ab. 

## Heutige Nutzung
Seit 1993 befindet sich in dem Gebäude das Archives nationales du monde du travail. Es wurde nach Plänen des Architekten Alain Sarfat umgebaut.